# Филиппов, Сергей Павлович
Серге́й Па́влович Фили́ппов (1892, Санкт-Петербург — 1943, Ленинград) — российский и советский футболист, играл на позиции левого нападающего.

## Биография
Родился в семье петербургского купца 2-й гильдии Павла Дмитриевича Филиппова и его супруги Елизаветы Михайловны. В семье было пятеро сыновей — Дмитрий, Александр, Сергей, Георг и Пётр и три дочери — Елизавета, Надежда и Антонина. Четверо из сыновей стали футболистами. Наиболее известным из них стал Пётр Филиппов, игрок и тренер «Зенита» в предвоенные годы.
С сентября 1903 года Сергей Филиппов учился в известном немецком училище Св. Петра и Павла. Успешно окончил реальное отделение училища в 1910 году с правом поступления в высшие учебные заведения (кроме университетов).
Начал карьеру в клубе «Коломяги», который первоначально состоял лишь из одних подростков, и в котором выступал в общей сложности 19 лет: с 1909 года по 1923 год непосредственно в «Коломяги», а затем в командах-приемниках: «Ленинградский уезд» (1924), команды РКС «Спартак» Петроградский «Б» (1925) и «Василеоостровский район» (1926), «Стадион имени Ленина» (1927). Носил кличку дядя Степа за высокий рост.
В сборной России дебютировал 22 августа 1911 года в матче с Англией, это же была первая игра сборной России в истории, в которой она была разгромлена 0:11. Также провёл два матча на первой для России Олимпиаде в 1912 году.
В советское время работал инженером на Прядильно-ниточном комбинате им. С. М. Кирова. Место проживания: Лиговская ул., д. 92, кв. 34.
Скончался во время блокады Ленинграда в июле 1943 года. Похоронен на кладбище Памяти жертв 9-го января.

## Достижения
Санкт-Петербург
- Чемпион Российской империи: 1912
- Серебряный призёр чемпионата Российской империи: 1913[3]
- Чемпион Санкт-Петербурга (5): 1916, 1917, 1918, 1920, 1927 (в; ЛГСФК)
- Серебряный призёр чемпионата Санкт-Петербурга (4): 1910, 1914, 1921, 1924
- Бронзовый призёр чемпионата Санкт-Петербурга: 1915
- Обладатель Кубка Санкт-Петербурга (4): 1915, 1919, 1920, 1923
- Финалист Кубка Санкт-Петербурга (4): 1910, 1912, 1916, 1918
- Обладатель Кубка Тосмена (2): 1919, 1923

## Статистика
| Матчи Филиппова за сборную России | Матчи Филиппова за сборную России | Матчи Филиппова за сборную России | Матчи Филиппова за сборную России | Матчи Филиппова за сборную России | Матчи Филиппова за сборную России |
| Дата                              | Место проведения                  | Оппонент                          | Счёт                              | Голы                              | Соревнование                      |
| --------------------------------- | --------------------------------- | --------------------------------- | --------------------------------- | --------------------------------- | --------------------------------- |
| 22 августа 1911                   | Санкт-Петербург                   | Англия                            | 0:11                              | -                                 | Товарищеский матч                 |
| 30 июня 1912                      | Стокгольм                         | Финляндия                         | 1:2                               | -                                 | Олимпиада 1912                    |
| 1 июля 1912                       | Стокгольм                         | Германия                          | 0:16                              | -                                 | Олимпиада 1912                    |